# Мишнево (Ярославская область)
Мишнево — деревня в Некрасовском районе Ярославской области. Входит в состав сельского поселения Красный Профинтерн.

## География
Находится в восточной части Ярославской области на расстоянии приблизительно 7 км на запад по прямой от административного центра района поселка Некрасовское в левобережной части района.

## История
Деревня была отмечена еще на карте 1798 года. В 1859 году здесь (деревня Ярославского уезда Ярославской губернии) было учтено 29 дворов, в 1898 — 39.

## Население
Численность населения: 192 человека (1859 год), 18 (русские 100 %) в 2002 году, 18 в 2010.